# Oscar Depuydt
Oscar Depuydt est un compositeur, organiste et pédagogue belge flamand, né à Bruges le 20 octobre 1858 et mort à Malines le 27 mars 1925.

## Biographie
Après avoir étudié au Conservatoire royal de Gand (prix d’harmonie, de contrepoint, de fugue et d’orgue), Oscar Depuydt a été titulaire des orgues de la cathédrale Saint-Rombaut à Malines durant plus de quarante ans. Il a aussi été professeur d’orgue à l’Institut Lemmens.
Il s'est inspiré de Jean Petit, musicien belge de la génération précédente.
Réputé pour sa faculté d’improvisation, il a composé de la musique religieuse et des œuvres pour orgue.

## Sources
- Dictionnaire des compositeurs de Belgique du Moyen Age à nos jours, Ohain-Lasne, 2006, p. 176.